# Пам'ятки історії Чечельницького району
У Чечельницькому районі Вінницької області під обліком перебуває 38 пам'яток історії.
| № п/п | Охоронний № | Найменування пам'ятки | Адреса                                                             | Дата (епоха)                                   | Дата відкриття або виявлення       | Автори                            | Матеріал                              | Основні розміри                                | Рішення про взяття під охорону     |                     |
| ----- | ----------- | --- | ------------------------------------------------------------------ | ---------------------------------------------- | ---------------------------------- | --------------------------------- | ------------------------------------- | ---------------------------------------------- | ---------------------------------- | ------------------- |
| 1.    | 1082        | Меморіальний комплекс: 1) братська могила червоноармійців; 2) братська могила 24 воїнів Радянської армії, загиблих при визволенні та обороні села; 3) пам'ятник 346 воїнам-односельчанам, загиблим на фронтах ВВВ | 3                                                                  | смт Чечельник, Чечельницька сел/р, в парку     | 1919 р., 1941 р., 1944 р., 1945 р. | 1956 р.                           | Київський худ. фонд                   | об. граніт, ск. з/бетон, пост. граніт          | об. 3,5 м, ск. 1,4 м, п. 1,5х2х2 м | № 313 10.06.1971 р. |
| 2.    | 252         | Пам'ятник воїнам-визволителям |                                                                    | смт Чечельник, Чечельницька сел/р, вул. Леніна | 1944 р.                            | 1952 р.                           | місцеві майстри                       | з/бетон, граніт                                | ск. 2,3 м, об. 0,7 м               | № 75 20.02.1985 р.  |
| 3.    | 115         | Пам'ятник Д. Чечелю |                                                                    | смт Чечельник, Чечельницька сел/р, вул. Леніна | 1620—1708 рр.                      | 2000 р.                           | ск. М. Крижанівський                  | пісковик                                       | 4,3 м                              | № 470 29.12.2002 р. |
| 4.    | 44          | Пам'ятник 97 воїнам-односельчанам, загиблим на фронтах ВВВ | с. Анютине, Тартацька с/р                                          | 1941—1944 рр.                                  | 1984 р.                            | Вінницький худ. фонд              | з/бетон                               | 2 м                                            | № 148 16.07.1992 р.                |                     |
| 5.    | 43          | Пам'ятник 34 воїнам-односельчанам, загиблим на фронтах ВВВ | с. Анютине, Тартацька с/р, вул. Леніна                             | 1941—1945 рр.                                  | 1987 р.                            | Вінницький худ. фонд              | з/бетон                               | ___                                            | № 148 16.07.1992 р.                |                     |
| 6.    | 1074        | Братська могила 3 воїнів Радянської армії, загиблих при визволенні села | с. Білий Камінь, Білокамінська с/р, біля с/р                       | 1944 р.                                        | 1953 р.                            | Київський худ. фонд               | ск. з/бетон, пост. цегла              | ск. 2,5 м, п. 0,9х1,4х1,3 м                    | № 313 10.06.1971 р.                |                     |
| 7.    | 457         | Пам'ятник 178 воїнам-односельчанам, загиблим на фронтах ВВВ | с. Білий Камінь, Білокамінська с/р, біля Будинку культури.         | 1941—1945 рр.                                  | 1970 р.                            | Одеський худ. фонд                | з/бетон                               | ск. 2,5 м, п. 2,3х1,2х1,2 м                    | № 29 19.06.1977 р.                 |                     |
| 8.    | 458         | Пам'ятник 252 воїнам-односельчанам, загиблим на фронтах ВВВ | с. Берізки-Чечельницькі, Білокамінська с/р, біля Будинку культури. | 1941—1945 рр.                                  | 1976 р.                            | місцеві майстри                   | з/бетон                               | ск. 1,6 м, п. 3х1,3х1,7 м                      | № 29 19.06.1977 р.                 |                     |
| 9.    | 459         | Братська могила 224 воїнів Радянської армії, загиблих при обороні села, і пам'ятник 225 воїнам-односельчанам, загиблим на фронтах ВВВ                                                                             | с. Бондурівка, Бондурівська с/р, вул. Леніна                       | 1941—1944 рр., 1941—1945 рр.                   | 1971 р.                            | ск. Стороженко С. Ф.              | ск. з/бетон, пост. бетон              | ск. 3 м, п. 0,5х1,5х1,5 м                      | № 29 19.06.1977 р.                 |                     |
| 10.   | 1075        | Братська могила 14 воїнів і партизан, загиблих на фронтах ВВВ | с. Бритавка, Бритавська с/р, біля с/ради                           | 1944 р.                                        | 1954 р.                            | Одеський худ. фонд                | ск. з/бетон, пост. граніт, об. граніт | ск. 2,5 м, об. 4х0,9х0,9 м, п. 1,5х2,5х2,5 м   | № 313 10.06.1971 р.                |                     |
| 11.   | 1076        | Братська могила 21 воїна Радянської армії і пам'ятник 427 воїнам-односельчанам, загиблим на фронтах ВВВ | с. Вербка, Вербська с/р, в сквері.                                 | 1941—1945 рр., 1944 р.                         | 1963 р.                            | Київський худ. фонд               | ск. з/бетон, пост. цегла              | ск. 2,5 м, об. 4,8 м, п. 1,2х1,7х1,7 м         | № 313 10.06.1971 р.                |                     |
| 12.   | 1077        | Братська могила 152 воїнів Радянської армії, загиблих при визволенні села та братська могила червоноармійців | с. Демівка, Демидівська с/р, біля школи.                           | 1920 р., 1944 р.                               | 1930 р., 1954 р.                   | Київський худ. фонд               | об. граніт, ск. з/бетон, пост. граніт | об. 3,5х1,2х1,2 м, ск. 2,5 м, п. 1,5х1,7х1,7 м | № 313 10.06.1971 р.                |                     |
| 13.   | 456         | Пам'ятник 129 воїнам-визволителям | с. Демівка, Демидівська с/р, вул. Рікса                            | 1944 р.                                        | 1976 р.                            | місцеві майстри                   | граніт                                | стела 2х0,8х0,47 м                             | № 29 19.06.1977 р.                 |                     |
| 14.   | 460         | Пам'ятник 282 воїнам-односельчанам, загиблим на фронтах ВВВ | с. Демівка, Демидівська с/р, вул. Леніна                           | 1941—1945 рр.                                  | 1972 р.                            | Одеський худ. фонд                | з/бетон                               | об. 2,2х2,32 м                                 | № 29 19.06.1977 р.                 |                     |
| 15.   | 206         | Пам'ятник 216 воїнам-односельчанам, загиблим на фронтах ВВВ | с. Жабокричка, Каташинська с/р, вул. Чкалова                       | 1941—1945 рр.                                  | 1984 р.                            | ск. Левицький В. І., арх. Устинов | з/бетон, мідь                         | ск. 3,5 м, об. 4,5 м                           | № 228 22.05.1986 р.                |                     |
| 16.   | 1086        | Пам'ятник 216 воїнам-односельчанам, загиблим на фронтах ВВВ | с. Каташин, Каташинська с/р. біля Будинку культури.                | 1941—1945 рр.                                  | 1968 р.                            | Одеський худ. фонд                | ск. з/бетон, пост. цегла              | ск. 2,40 м, п. 1,6х7,6х3 м                     | № 313 10.06.19871 р.               |                     |
| 17.   | 142         | Могила радянського воїна Амаршева В. Й. | с. Каташин, Каташинська с/р, вул. Жовтневої Перемоги               | 1944 р.                                        | 1944 р.                            | Одеський худ. фонд                | граніт                                | 2 плити 1,20 м                                 | № 8203.04.1990 р.                  |                     |
| 18.   | 66          | Братська могила жертв фашизму | с. Каташин, Каташинська с/р, вул. Жовтневої Перемоги               | 1942 р.                                        | 1994 р.                            | місцеві майстри                   | мармур                                | 0,70х0,50 м                                    | № 6605.10.1995 р.                  |                     |
| 19.   | 1078        | Братська могила 5 партизан, загиблих при визволенні села | с. Куренівка, Куренівська с/р, біля с/р.                           | 1944 р.                                        | 1954 р.                            | ск. Сіпельников                   | ск. з/бетон, пост. цегла              | ск. 2,6 м, п. 1,2х1,2х1,3 м                    | № 313 10.06.1971 р.                |                     |
| 20.   | 461         | Пам'ятник 294 воїнам-односельчанам, загиблим на фронтах ВВВ | с. Луги, Лузька с/р, в сквері.                                     | 1941—1945 рр.                                  | 1969 р.                            | ск. Джуашвілі                     | ск. з/бетон                           | об. 1,5х1,5х1,5 м, п. 0,75х1,5х1,5х1,5 м       | № 313 10.06.1971 р.                |                     |
| 21.   | 1079        | Братська могила 3 партизан, загиблих при визволенні села | с. Любомирка, Любомирська с/р, на околиці села                     | 1944 р.                                        | 1969 р.                            | місцеві майстри                   | об. з/бетон, пост. цегла              | об. 3х0,6х0,6 м, п. 1,2х1х1 м                  | № 313 10.06.1971 р.                |                     |
| 22.   | 1083        | Могила першого голови с/р Т. С. Шпортюка і пам'ятник 241 воїнові-односельцю, що полягли на фронтах ВВВ | с. Любомирка, Любомирська с/р, біля Будинку культури.              | 1921 р., 1941—1945 рр.                         | 1968 р.                            | Київський худ. фонд               | ск. з/бетон, пост. бетон              | ск. 2,2 м, п. 2,9х1,1х1,3 м                    | № 313 10.06.1971 р.                |                     |
| 23.   | 143         | Могила 2 радянських воїнів, загиблих при визволенні села | с. Любомирка, Любомирська с/р, на кладовищі                        | 1944 р.                                        | 1944 р.                            | місцеві майстри                   | дерево                                | 1,80 м                                         | № 82 03.04.1990 р.                 |                     |
| 24.   | 1084        | Пам'ятник 41 воїнові-односельцю, що полягли на фронтах ВВВ | с. Новоукраїнка, Червоногребельська с/р, біля клубу                | 1941—1945 рр.                                  | 1968 р.                            | місцеві майстри                   | об. з/бетон, пост. граніт             | об. 6,4х1,2х1,2 м, п. 0,6х2,3х2,3 м            | № 313 10.06.1971 р.                |                     |
| 25.   | 1073        | Братська могила 15 червоноармійців | с. Ольгопіль, Ольгопільська с/р, в дворі школи                     | 1920 р.                                        | 1946 р.                            | Одеський худ. фонд                | граніт                                | об. 1,6х0,4х0,4 м                              | № 313 10.06.1971 р.                |                     |
| 26.   | 1080        | Братська могила 53 воїнів Радянської армії, загиблих при визволенні села | с. Ольгопіль, Ольгопільська с/р, в парку                           | 1944 р.                                        | 1953 р.                            | Одеський худ. фонд                | з/бетон                               | ск. 2,5 м, п. 1,3х1,4х1,4 м                    | № 313 10.06.1971 р.                |                     |
| 27.   | 127         | Пам'ятник 600 жертвам голодомору та 75 сталінських репресій | с. Ольгопіль, Ольгопільська с/р, вул. Леніна                       | 1932—1933 рр., 1937—1938 рр.                   | 1993 р.                            | місцеві майстри                   | об. граніт                            | 1,5 м                                          | № 501 20.12.1993 р.                |                     |
| 28.   | 116         | 3 могили жертв фашизму | с. Ольгопіль, Ольгопільська с/р, на кладовищі                      | 1944 р.                                        | 2001 р.                            | місцеві майстри                   | метал                                 | хр. 2 м                                        | № 47029.12.2002 р.                 |                     |
| 29.   | 117         | 2 могили жертв фашизму | с. Ольгопіль, Ольгопільська с/р, на кладовищі                      | 1944 р.                                        | 2001 р.                            | -//-                              | -//-                                  | об. 1,5 м                                      | -//-                               |                     |
| 30.   | 462         | Пам'ятник 230 воїнам-односельчанам, загиблим на фронтах ВВВ | с. Рогізка, Рогізківська с/р, біля Будинку культури                | 1941—1945 рр.                                  | 1976 р.                            | Вінницький і Одеський худ. фонд   | з/бетон                               | ск. 1) 3,25 м, 2) 3,85 п. 1,3х1,3х0,8 м        | № 29 19.06.1977 р.                 |                     |
| 31.   | 463         | Пам'ятник 272 воїнам-односельчанам, загиблим на фронтах ВВВ | с. Стратіївка, Стратіївська с/р, біля школи                        | 1941—1945 рр.                                  | 1968 р.                            | ск. Сухина В. М.                  | з/бетон                               | ск. 2,2 м, п. 0,75х1,2х1,5 м, стела 6х2,5 м    | № 29 19.06.1977 р.                 |                     |
| 32.   | 141         | Могила 35 мирних громадян, розстріляних фашистами | с. Стратіївка, Стратіївська с/р, на кладовищі                      | 1942 р.                                        | 1953 р.                            | місцеві майстри                   | граніт, дерево                        | 2 м                                            | № 82 03.04.1990 р.                 |                     |
| 33.   | 251         | Пам'ятник 224 воїнам-односельчанам, загиблим на фронтах ВВВ | с. Тартак, Тартацька с/р, вул. Підгаєцького                        | 1941—1945 рр.                                  | 1984 р.                            | Вінницький худ. фонд              | з/бетон, граніт                       | ск. 3 м, п. 1,7 м                              | № 75 20.02.1985 р.                 |                     |
| 34.   | 140         | Братська могила 12 радянських воїнів, загиблих при визволенні села | с. Тартак, Тартацька с/р, на кладовищі                             | 1944 р.                                        | 1965 р.                            | місцеві майстри                   | метал                                 | 260 м                                          | № 82 03.04.1990 р.                 |                     |
| 35.   | 65          | Братська могила січових стрільців | с. Тартак, Тартацька с/р, на кладовищі.                            | 1919 р.                                        | 1994 р.                            | місцеві майстри                   | метал                                 | хрест 3,5 м                                    | № 66 05.10.1995 р.                 |                     |
| 36.   | 118         | Могили жертв фашизму | с. Тартак, Тартацька с/р, на кладовищі                             | 1944 р.                                        | 2001 р.                            | місцеві майстри                   | метал                                 | об. 1,5 м                                      | № 470 29.12.2002 р.                |                     |
| 37.   | 1081        | Братська могила 9 радянських воїнів, загиблих при визволенні села | с. Червона Гребля, Червоногребельська с/р, біля с/р.               | 1944 р.                                        | 1960 р.                            | Київський худ. фонд               | ск. з/бетон, пост. цегла              | ск. 2,5 м, п. 1х1,3х1,3 м                      | № 313 10.06.1971 р.                |                     |
| 38.   | 1085        | Пам'ятник 517 воїнам-односельчанам, загиблим на фронтах ВВВ | с. Червона Гребля, Червоногребельська с/р, біля Будинку культури   | 1941—1945 рр.                                  | 1967 р.                            | ск. Усатий О. П.                  | з/бетон                               | об. 3,8 м, п. 2,3х1,3х1,3 м                    | № 313 10.06.1971 р.                |                     |
|       |             | |                                                                    |                                                |                                    |                                   |                                       |                                                |                                    |                     |